# Exallonyx quadriceps
Exallonyx quadriceps is een vliesvleugelig insect uit de familie van de Proctotrupidae. De wetenschappelijke naam van de soort is voor het eerst geldig gepubliceerd in 1893 door William Harris Ashmead.